# Liste der Stolpersteine in Berlin-Konradshöhe
Die Liste der Stolpersteine in Berlin-Konradshöhe enthält die Stolpersteine im Berliner Ortsteil Konradshöhe im Bezirk Reinickendorf, die an das Schicksal der Menschen erinnern, die im Nationalsozialismus ermordet, deportiert, vertrieben oder in den Suizid getrieben wurden. Die Tabelle ist teilweise sortierbar; die Grundsortierung erfolgt alphabetisch nach dem Familiennamen.
| Bild | Name         | Adresse und Koordinate () | Adresse und Koordinate () | Verlegedatum  | Leben                                                                                          |
| ---- | ------------ | ------------------------- | ------------------------- | ------------- | ---------------------------------------------------------------------------------------------- |
|      | Emilie Meyer | Beatestraße 22a           | 52.569167 13.231111       | 22. Aug. 2006 | geboren am 22. Januar 1894; ermordet am 11. Juli 1944 in der Heil- und Pflegeanstalt Obrawalde |